# Pablo Tamburrini
Pablo Andrés Tamburrini Bravo, noto semplicemente come Pablo Tamburrini (in arabo بابلو تامبوريني‎?; Santiago del Cile, 30 gennaio 1990), è un ex calciatore cileno naturalizzato palestinese, di ruolo centrocampista.

## Caratteristiche tecniche
È un mediano.

## Carriera

### Nazionale
Nato e cresciuto in Cile da genitori cileni, ha optato per la nazionale palestinese grazie alle origini di alcuni suoi antenati.
Ha esordito l'11 giugno 2015 disputando l'incontro di qualificazione per i Mondiali 2018 perso 3-2 contro l'Arabia Saudita, match dove ha anche segnato una rete.

## Statistiche
Statistiche aggiornate al 27 dicembre 2018.

### Cronologia presenze e reti in nazionale
| Cronologia completa delle presenze e delle reti in nazionale ― Palestina | Cronologia completa delle presenze e delle reti in nazionale ― Palestina | Cronologia completa delle presenze e delle reti in nazionale ― Palestina | Cronologia completa delle presenze e delle reti in nazionale ― Palestina | Cronologia completa delle presenze e delle reti in nazionale ― Palestina | Cronologia completa delle presenze e delle reti in nazionale ― Palestina | Cronologia completa delle presenze e delle reti in nazionale ― Palestina | Cronologia completa delle presenze e delle reti in nazionale ― Palestina |
| Data                                                                     | Città                                                                    | In casa                                                                  | Risultato                                                                | Ospiti                                                                   | Competizione                                                             | Reti                                                                     | Note                                                                     |
| ------------------------------------------------------------------------ | ------------------------------------------------------------------------ | ------------------------------------------------------------------------ | ------------------------------------------------------------------------ | ------------------------------------------------------------------------ | ------------------------------------------------------------------------ | ------------------------------------------------------------------------ | ------------------------------------------------------------------------ |
| 11-6-2015                                                                | Dammam                                                                   | Arabia Saudita                                                           | 3 – 2                                                                    | Palestina                                                                | Qual. Mondiali 2018                                                      | 1                                                                        | 51’                                                                      |
| 16-6-2015                                                                | Kuala Lumpur                                                             | Malaysia                                                                 | 0 – 6                                                                    | Palestina                                                                | Qual. Mondiali 2018                                                      | -                                                                        | 55’                                                                      |
| 31-8-2015                                                                | Sidone                                                                   | Libano                                                                   | 0 – 0                                                                    | Palestina                                                                | Amichevole                                                               | -                                                                        | 57’                                                                      |
| 8-9-2015                                                                 | Al-Ram                                                                   | Palestina                                                                | 0 – 0                                                                    | Emirati Arabi Uniti                                                      | Qual. Mondiali 2018                                                      | -                                                                        | 83’                                                                      |
| 9-11-2015                                                                | Amman                                                                    | Palestina                                                                | 0 – 0                                                                    | Arabia Saudita                                                           | Qual. Mondiali 2018                                                      | -                                                                        |                                                                          |
| 12-11-2015                                                               | Amman                                                                    | Palestina                                                                | 6 – 0                                                                    | Malaysia                                                                 | Qual. Mondiali 2018                                                      | -                                                                        |                                                                          |
| 24-3-2016                                                                | Abu Dhabi                                                                | Emirati Arabi Uniti                                                      | 2 – 0                                                                    | Palestina                                                                | Qual. Mondiali 2018                                                      | -                                                                        | 72’                                                                      |
| 29-3-2016                                                                | Hebron                                                                   | Palestina                                                                | 7 – 0                                                                    | Timor Est                                                                | Qual. Mondiali 2018                                                      | -                                                                        | 81’                                                                      |
| 6-9-2016                                                                 | Hebron                                                                   | Palestina                                                                | 1 – 1                                                                    | Tagikistan                                                               | Amichevole                                                               | -                                                                        | 75’                                                                      |
| 22-3-2017                                                                | Al Wakrah                                                                | Yemen                                                                    | 0 – 1                                                                    | Palestina                                                                | Amichevole                                                               | -                                                                        | 71’                                                                      |
| 6-6-2017                                                                 | Riffa                                                                    | Bahrein                                                                  | 0 – 2                                                                    | Palestina                                                                | Amichevole                                                               | -                                                                        | ?’                                                                       |
| 4-8-2018                                                                 | Al-Ram                                                                   | Palestina                                                                | 0 – 3                                                                    | Iraq                                                                     | Amichevole                                                               | -                                                                        | 75’                                                                      |
| 19-8-2018                                                                | Kabul                                                                    | Afghanistan                                                              | 0 – 0                                                                    | Palestina                                                                | Amichevole                                                               | -                                                                        | ?’                                                                       |
| 6-9-2018                                                                 | Biškek                                                                   | Kirghizistan                                                             | 1 – 1                                                                    | Palestina                                                                | Amichevole                                                               | -                                                                        | 80’                                                                      |
| 11-9-2018                                                                | Doha                                                                     | Qatar                                                                    | 3 – 0                                                                    | Palestina                                                                | Amichevole                                                               | -                                                                        | 77’                                                                      |
| 4-10-2018                                                                | Sylhet                                                                   | Tagikistan                                                               | 0 – 2                                                                    | Palestina                                                                | Amichevole                                                               | -                                                                        | 87’                                                                      |
| 10-10-2018                                                               | Chittagong                                                               | Bangladesh                                                               | 0 – 2                                                                    | Palestina                                                                | Amichevole                                                               | -                                                                        | 87’                                                                      |
| 12-10-2018                                                               | Dacca                                                                    | Tagikistan                                                               | 0 – 0 dts (3-4 dtr)                                                      | Palestina                                                                | Amichevole                                                               | -                                                                        |                                                                          |
| 16-11-2018                                                               | Al-Ram                                                                   | Palestina                                                                | 2 – 1                                                                    | Pakistan                                                                 | Amichevole                                                               | -                                                                        | 59’                                                                      |
| 20-11-2018                                                               | Haikou                                                                   | Cina                                                                     | 1 – 1                                                                    | Palestina                                                                | Amichevole                                                               | -                                                                        | 76’                                                                      |
| 24-12-2018                                                               | Doha                                                                     | Iran                                                                     | 1 – 1                                                                    | Palestina                                                                | Amichevole                                                               | -                                                                        |                                                                          |
| 6-1-2019                                                                 | Sharja                                                                   | Siria                                                                    | 0 – 0                                                                    | Palestina                                                                | Coppa d'Asia 2019 - 1º turno                                             | -                                                                        | 64’                                                                      |
| Totale                                                                   |                                                                          | Presenze                                                                 | 22                                                                       |                                                                          | Reti                                                                     | 1                                                                        |                                                                          |